# 14-я разведывательная рота (Великобритания)
14-я разведывательная рота (англ. 14 Intelligence Company), полное наименование 14-я рота полевой безопасности и разведки (англ. 14 Field Security and Intelligence Company), также известная как The Det — подразделение Разведывательного корпуса Британской армии, существовавшее с 1970 по 2005 годы и действовавшее в Северной Ирландии. Рота занималась сбором информации и проведением операций по нейтрализации подозреваемых в сотрудничестве с ирландскими националистами или радикальными ольстерскими лоялистами, однако в адрес роты неоднократно звучали обвинения о сотрудничестве с лоялистами.

## Предыстория
Предшественником 14-й роты в своё время было Специальное разведывательное подразделение, которое, в свою очередь, пришло на замену Силам военного реагирования. Термин «Специальное разведывательное подразделение» появился в официальных документах в 1970-е годы. В апреле 1974 года премьер-министр Гарольд Вилсон раскрыл некоторые детали участия британского спецназа в конфликте в Северной Ирландии:

Термин «Специальное разведывательное подразделение», детали его устройства и участия в операциях были под грифом секретности. Оно действует в настоящее время в Северной Ирландии под именем «Североирландские группы военных инструкторов и советников» — NINAT(NI), что является полным эквивалентом подлинных групп военных советников и инструкторов в UKLF (сухопутных войсках Великобритании) и BAOR (группе британских войск на Рейне).
Оригинальный текст (англ.)The term "Special Reconnaissance Unit" and the details of its organisation and mode of operations have been kept secret. The SRU operates in Northern Ireland at present under the cover name "Northern Ireland Training and Advisory Teams (Northern Ireland)" - NITAT(NI) - ostensibly the equivalent of genuine NITAT teams in UKLF (UK Land Forces) and BAOR (British Army of the Rhine).

## Краткая история
Подразделение было образовано в 1970 году с целью поиска и наблюдения за членами Ирландской республиканской армии, а также подозревающимися в поддержке ИРА или любых других проирландских террористических группировок. Также приоритетными для наблюдения являлись североирландские лоялисты, особенно состоявшие в паравоенных и террористических формированиях — таких, как Ассоциация обороны Ольстера, Ольстерские борцы за свободу, Лоялистские добровольческие силы и Ольстерские добровольческие силы. 14-я разведывательная рота использовала для сбора данных как людские ресурсы (HUMINT), так и вела радиоэлектронное наблюдение (SIGINT).
Причины, по которым 14-я рота получила прозвище «The Det», остаются непонятными даже для тех, кто проходил там службу. В военном жаргоне под прозвищем «The Det» подразумевали именно 14-ю роту. Одной из версий происхождения являлось сокращение от английского «detachment» (с англ. — «отделение»). Сама рота по структуре очень походила на американское подразделение спецназа «Дельта». Службу в подразделении проходили как мужчины, так и женщины из любого подразделения (в 2005 году был образован Особый разведывательный полк, который перенял подобную манеру подготовки солдат).
Большинство сведений о подразделении до сих пор засекречены, и авторами большинства публикаций являются преимущественно ветераны 14-й роты. Подразделение де-юре перестало существовать в 2005 году, уступив своё место Особому разведывательному полку. Официально же никто из Министерства обороны не объявлял об образовании или расформировании 14-й роты, поэтому считается, что 14-я рота была попросту преобразована в новое подразделение для борьбы против терроризма не только у себя на родине, но и в мире.

## Структура
На основе сведений, полученных от бывших военнослужащих 14-й роты, предполагается, что в состав 14-й роты входили следующие подразделения:
- Мобильные разведывательные силы[англ.] (англ. Mobile Reconnaissance Force)
- 14-я рота разведки и безопасности (англ. 14 Intelligence and Security Company
- Вспомогательный армейский отряд (англ. Army Support Unit)
- Отряд межвойсковых телекоммуникаций (англ. Joint Communications Unit)

По другой классификации, в состав 14-й роты входили следующие отряды:
- East Det, штаб — Дворцовые казармы Белфаста
- North Det, штаб — Бэлликелли (графство Лондондерри)
- South Det (штаб — Фермана)
- Main Det (штаб — база ВВС Элдергорув)

## Срок службы
Доподлинное соответствие между этими четырьмя подразделениями по обеим классификациям до сих пор не установлено. Известно, что в 14-ю роту могли призывать любого военнослужащего британских вооружённых сил вне зависимости от рода войск. Кандидаты — мужчины и женщины — несли службу сроком от 18 до 36 месяцев, после чего возвращались в своё предыдущее подразделение. Опытные бойцы могли подать рапорт о возвращении в 14-ю роту и при дальнейших успехах на службе могли войти в штаб подразделения (срок службы для них составлял от 9 до 18 месяцев). Подобная практика вызывала критику в британском военном руководстве, поскольку 14-я рота могла слишком часто призывать в свои ряды солдат преимущественно одного и того же рода войск.

## Происшествия

### Погибшие бойцы
- 14 апреля 1974 капитан Энтони Поллен (англ. Anthony Pollen) был убит двумя выстрелами в Дерри во время секретной операции на митинге партии Шинн Фейн. Свидетелями убийства стали более чем 150 человек.
- 15 мая 1977 капитан Роберт Нэрак[англ.] был похищен боевиками ИРА и позднее убит.
- 14 декабря 1977 капрал Пол Харман (англ. Paul Harman) был убит выстрелом в голову в Западном Белфасте: боевики ИРА перехватили его красный автомобиль Morris Marina на Мона-Авеню, застрелили капрала и сожгли машину.
- 11 августа 1978 лэнс-капрал Алан Свифт (англ. Alan Swift) был расстрелян в своей машине боевиками ИРА из автоматов. Убийство произошло в Дерри, в квартале Богсайд.
- 21 февраля 1984 Пол Орам (англ. Paul Oram) был убит в перестрелке ИРА с британским отрядом (численностью до 10 человек). В результате перестрелки был ранен ещё один британский солдат, а ИРА потеряла убитыми боевиков Генри Хогана (англ. Henry Hogan) и Деклана Мартина (англ. Declan Martin).

### Факты сотрудничества с лоялистами
14-я разведывательная рота подозревается в сотрудничестве с ольстерскими лоялистами и соучастии в ряде их преступлений. Так, Фред Холройд и Коллин Уоллес из 14-й роты считаются причастными к совершению следующих преступлений — убийстве Джона Фрэнсиса Грина, расстреле шоубэнда «Майами» и организации взрывов в Дублине и Монахане.